# Raiponce en épi
Phyteuma spicatum
Pour les articles homonymes, voir Phyteuma et Spicatum.
Espèce
Classification phylogénétique
La Raiponce en épi (Phyteuma spicatum) est une plante herbacée vivace de la famille des Campanulacées.

## Description
C'est une plante à la tige érigée, non ramifiée, aux feuilles basales longuement pétiolées, ovales-cordiformes, aux feuilles supérieures sessiles, aux fleurs blanc-jaunâtre, bleues ou violacées disposées en épi.

## Sous-espèce
- La plus remarquable est Phyteuma spicatum subsp. occidentale R. SCHULTZ (Synonymes: Phyteuma spicatum var. caeruleum GODRON; Phyteuma spicatum subsp. coeruleum R. SCHULTZ.) qui se distingue par la couleur bleue de la fleur[1]. C'est une sous-espèce plutôt montagnarde présente en particulier dans le Massif central et la Lorraine méridionale.

## Hybridation
Phyteuma spicatum peut s'hybrider avec Phyteuma nigra et se fixer localement. L'hybride sera de couleur bleue. Il est connu en Allemagne et dans le quadrant Nord-est de la France.

## Caractéristiques
Organes reproducteurs
- Type d'inflorescence : capitule simple
- Répartition des sexes : hermaphrodite
- Type de pollinisation : entomogame, autogame
- Période de floraison : juin à août

Graine
- Type de fruit : capsule
- Mode de dissémination : barochore

Habitat et répartition
- Habitat type : sous-bois herbacés médioeuropéens, basophiles,
- Aire de répartition : européen tempéré

Données d'après : Julve, Ph., 1998 ff. - Baseflor. Index botanique, écologique et chorologique de la flore de France. Version : 23 avril 2004. 

## Utilisations
La racine et les jeunes feuilles sont comestibles fraîches, .

## Galerie de photos

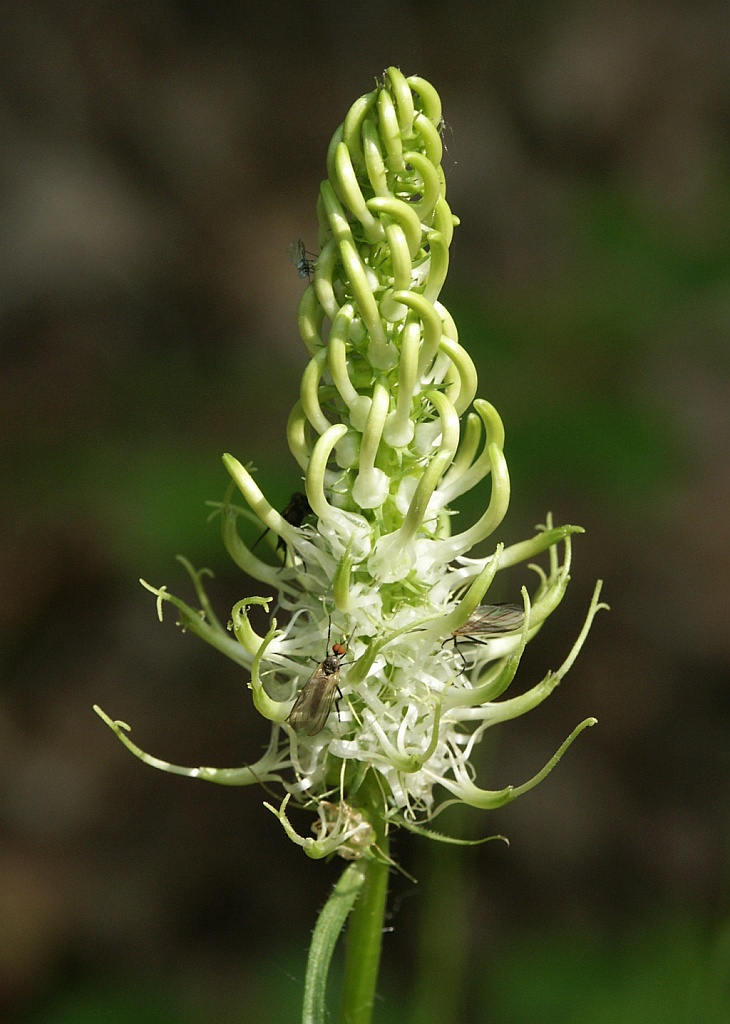
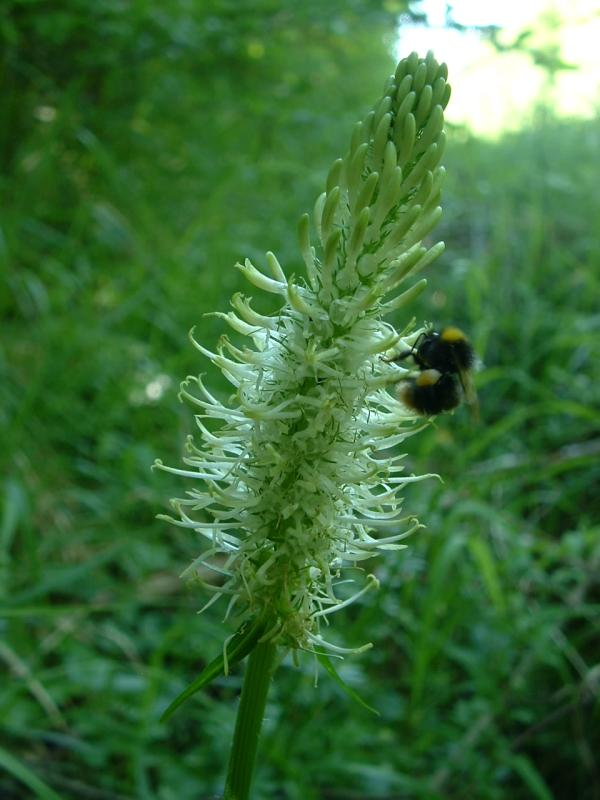
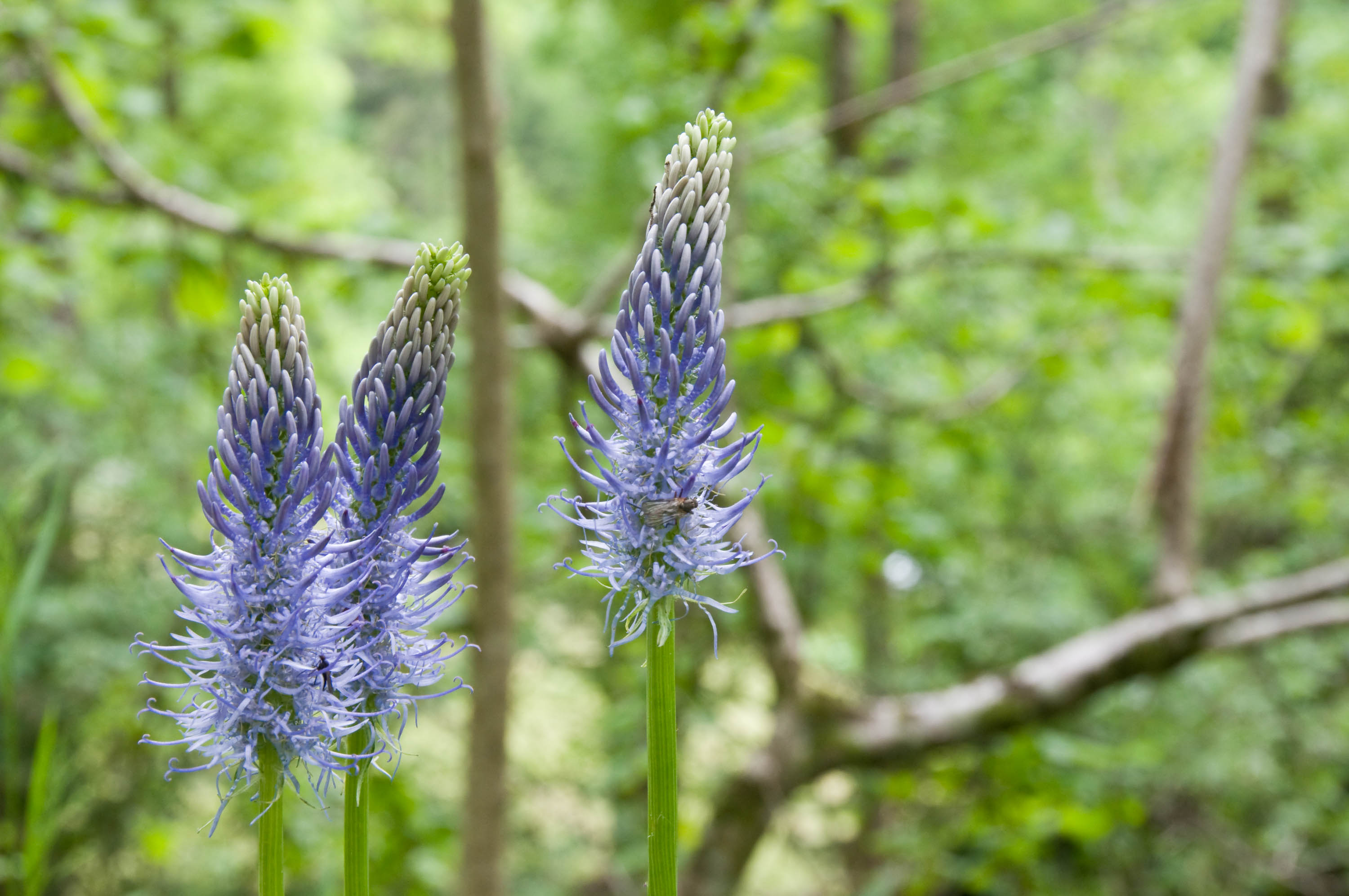
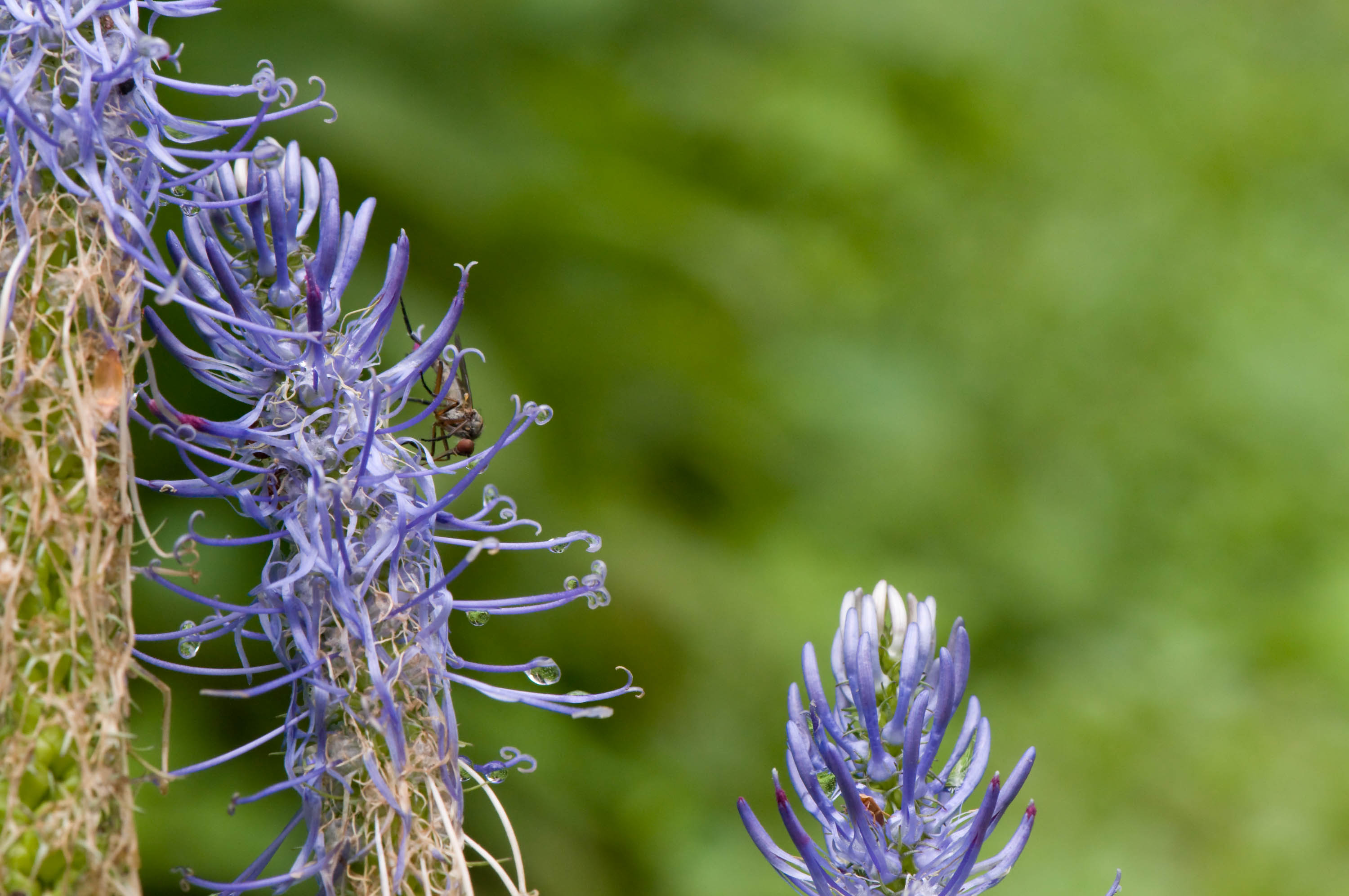
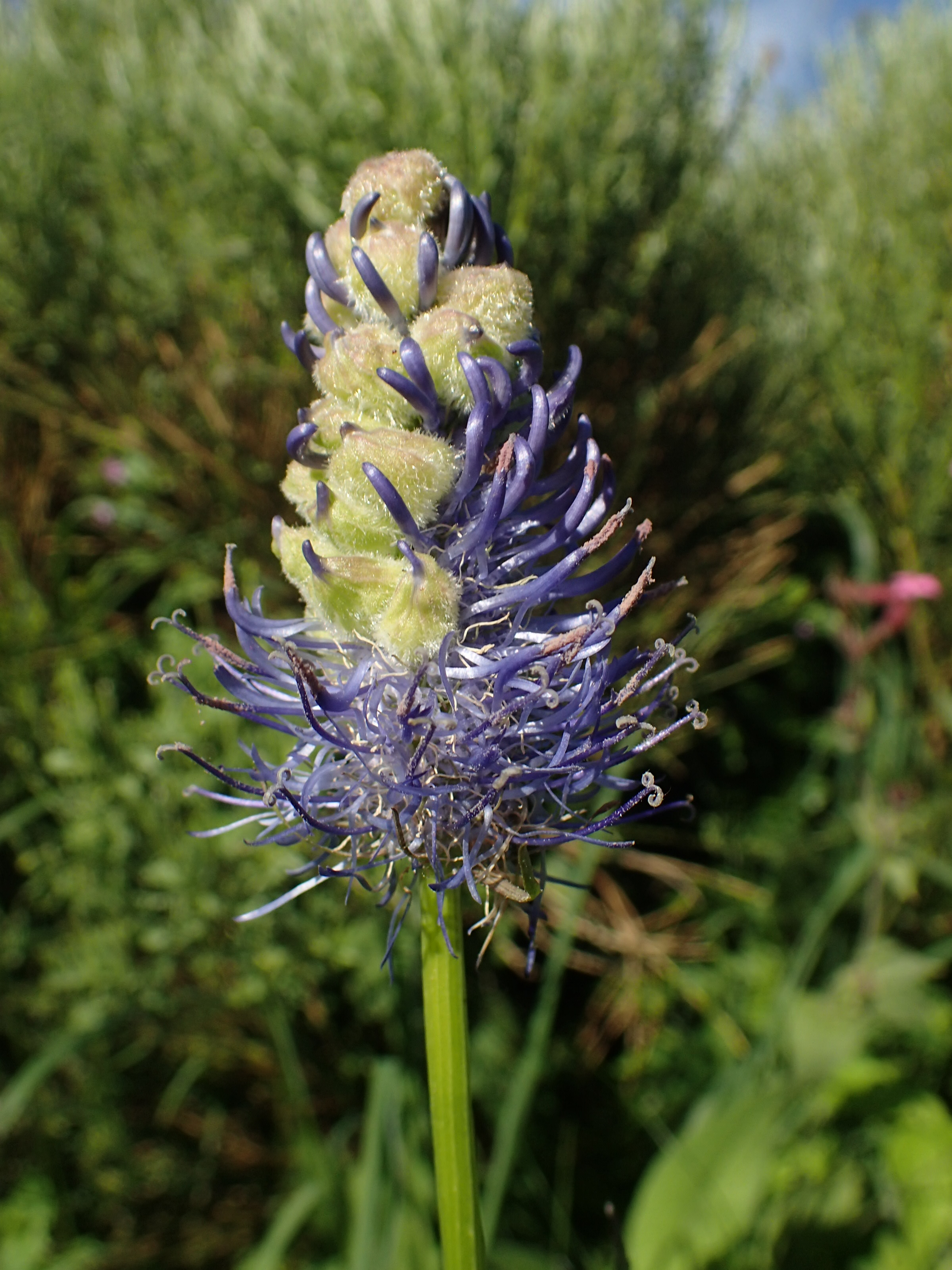
Galle de la Cécidomyie Dasineura phyteumatis